# V comme Vietnam

V comme Vietnam est une pièce de théâtre écrite par Armand Gatti en 1967. Elle est considérée, avec Napalm d'André Benedetto, comme l'une des pièces majeures sur la guerre du Viêt Nam, écrite en France pendant le conflit.
Elle a été créée à la demande du Collectif Intersyndical Universitaire d'Action pour la Paix au Vietnam.
La pièce a été jouée à Paris et en province en mai-juin 1967, ainsi qu'en Allemagne (sous le titre V wie Vietnam), et également en Turquie, au Japon, au Canada, en Italie et en Suisse.